# Бел Ер (округ Алегејни, Мериленд)
Бел Ер (енгл. Bel Air, Allegany County) насељено је место без административног статуса у америчкој савезној држави Мериленд.

## Демографија
По попису из 2010. године број становника је 1.258.
| Група             | 2000.    | 2010.         |
| Белци             | 0 (0,0%) | 1.192 (94,8%) |
| Афроамериканци    | 0 (0,0%) | 11 (0,9%)     |
| Азијати           | 0 (0,0%) | 15 (1,2%)     |
| Хиспаноамериканци | 0 (0,0%) | 15 (1,2%)     |
| Укупно            | 0        | 1.258         |